# Dimophora longicornis
Nemeritis longicornis
Espèce
Synonymes
- Nemeritis longicornis Théobald, 1937.

Dimophora longicornis est une espèce fossile d'insectes hyménoptères de la famille des Ichneumonidae et du genre Dimophora.

## Classification
Nemeritis longicornis est décrit en 1937 par le paléontologue français Nicolas Théobald (1903-1981) dans sa thèse,. 

### Fossiles
Le spécimen holotype Am12 vient des collections du Muséum national d'histoire naturelle de Paris, et provient du gypse d'Aix-en-Provence dans les Bouches-du-Rhône. Il est aussi connu au Muséum national d'histoire naturelle de Paris sous la référence B24398.

### Étymologie
L'épithète spécifique longcornis signifie en latin « longue corniche ».

### Renommage
Nemeritis longicornis est renommé en Dimophora longicornis par Tamara Spasojevic (d) et al. en 2022,. Selon « leur opinion », le genre Dimophora appartient à la sous-famille Cremastinae et donc les espèces associées.

## Description

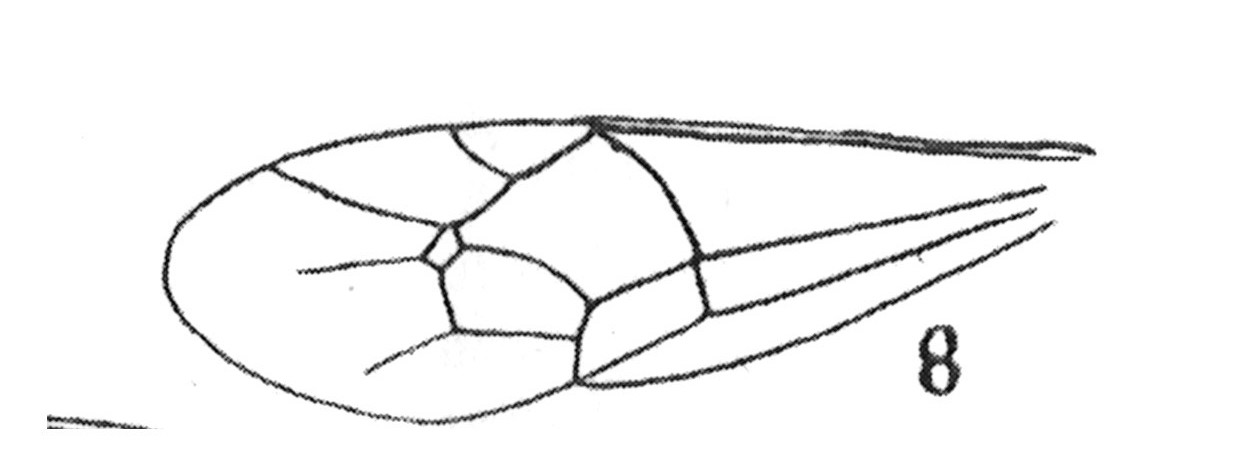
Dimophora longicornis aile ant. & Nemeritis longicornis 1937 N. Théobald Holotype éch. Am12 p. 306 pl. XXIV Hyménoptètes du Stampien d'Aix-en-Provence.

### Caractères
La diagnose de Nicolas Théobald de 1937, : 

« Insecte de teinte noire sur corps, tarière et cuisses ; tibias et stigmas bruns. Tête petite, transversale ; deux gros yeux non contigus ; antennes filiformes, plus longues que le thorax, articles homonomes ; cou net ; thorax ovale. abdomen allongé, longuement pétiolé, comprimé ; 1er segment long, étroit, légèrement conique ; 2e segment plus court et plus large ; les 4 suivants sont plus larges que longs; le dernier porte une tarière, dont la longueur dépasse de beaucoup celle de l'abdomen. Pattes grêles. Ailes transparentes ; aréole subtriangulaire, légèrement déjetée vers le sommet de l'aile, pas de ramellus, stigma large. ».

### Dimensions
La longueur du corps est de 3,5 mm, les antennes ont une longueur 3 mm, la tarière a une longueur 4,25 mm , les ailes ont une longueur 3 mm.

### Affinités
« L'échantillon appartient certainement à la sous-famille des Ophioninae. Pimpla Renevieri Meunier (p. 463, fig. 3) appartient peut-être à cette espèce; mais la description et la figure de F. Meunier ne permettent pas de faire une détermination. ».

### Ouvrage
- [2022] (en) Tamara Spasojevic, Gavin R. Broad et Seraina Klopfstein, « Revision of 18 ichneumonid fossil species (Hymenoptera, Ichneumonidae) highlights the need for open nomenclature in palaeontology », Fossil Record, Wiley-VCH, Copernicus et Pensoft Publishers (d), vol. 25, no 1,‎ 7 juin 2022, p. 187-212 (ISSN 2193-0074 et 2193-0066, OCLC 891343714, DOI 10.3897/FR.25.83034, lire en ligne). .

### Publication originale
- [1937] Nicolas Théobald, « Les insectes fossiles des terrains oligocènes de France 473 p., 17 fig., 7 cartes,13 tables, 29 planches hors texte », Bulletin Mensuel de la Société des Sciences de Nancy et Mémoires de la Société des sciences de Nancy, Imprimerie G. Thomas,‎ 1937, p. 1-473 (ISSN 1155-1119 et 2263-6439, OCLC 786027547). .